# 2019 у коміксах
Нижче представлений огляд подій, що відбудуться у 2019 році у комікс-тематиці, у тому числі хронологія випуску українських коміксів та фестивалі.

## Події
- 17 лютого було анонсовано випуск коміксу «Моторошні пригоди Сабріни. Книга перша», який згодом переносився декілька разів. Випуск цього коміксу став, поки що, найдовшим серед випусків локалізованих коміксів. З моменту анонсу вже минуло пів року. Випуск відбувся 21 вересня, на «CCU2019». Розсилка передзамовлень на наступному тижні.
- 18 травня було засновано імпринт видавництва Вовкулака — Мавка. Проте, в результаті з'явились юридичні труднощі через вихід анімаційного фільму «Мавка. Лісова пісня», через що створення імпринту було заморожено. На разі, розглядаються нові варіанти назви.

### Фестивалі
| Дата          | Подія                          | Розташування  | Аудиторія | Дж    |
| ------------- | ------------------------------ | ------------- | --------- | ----- |
| 19 січня      | Космікс ФЕСТ                   | Київ, Україна | Н/Д       |       |
| 11 травня     | Київський Фестиваль Коміксів 2 | Київ, Україна | 2500+     | [ 1 ] |
| 1-2 червня    | Kyiv Comic Con 2019            | Київ, Україна | Н/Д       |       |
| 21-22 вересня | Comic Con Ukraine 2019         | Київ, Україна | 30 000+   | [ 2 ] |

## Комікси

### Поквартальний календар
Нижче наведені таблиці коміксах відсортованих відносно дати випуску у друк в Україні.
Відомості взяті з таких джерел:
- Сайти вітчизняних видавництв: Ірбіс Комікси [Архівовано 16 вересня 2015 у Wayback Machine.], Рідна мова [Архівовано 24 грудня 2018 у Wayback Machine.], Fireclaw [Архівовано 31 березня 2019 у Wayback Machine.], Molfar Comics [Архівовано 26 лютого 2019 у Wayback Machine.], Північні Вогні [Архівовано 13 жовтня 2018 у Wayback Machine.], Вовкулака [Архівовано 25 грудня 2018 у Wayback Machine.]
- Сайти комікс-магазинів: Ideo-Grafika [Архівовано 18 січня 2022 у Wayback Machine.], Cosmic Shop [Архівовано 15 серпня 2019 у Wayback Machine.], Loot [Архівовано 16 грудня 2021 у Wayback Machine.], Comics Room [Архівовано 30 березня 2019 у Wayback Machine.], Geek-Point [Архівовано 5 вересня 2018 у Wayback Machine.] і т.п.

#### Січень— Березень
| Дата виходу     | Дата виходу | Назва                                      | Країна  | Творці            | Творці             | Видавництво       | Видавництво   | Інформація | Інформація | Інформація |
| Дата виходу     | Дата виходу | Назва                                      | Країна  | Сценарист(и)      | Художник(и)        | Оригінальне       | Українське    | Вид        | Формат     | Стр.       |
| --------------- | ----------- | ------------------------------------------ | ------- | ----------------- | ------------------ | ----------------- | ------------- | ---------- | ---------- | ---------- |
| С І Ч Е Н Ь     | 4           | Spider-Man #11                             | США     | Ден Слотт         | Джузеппе Камунколі | Marvel Comics     | Fireclaw      | Серія      | Синґл      | 24         |
| С І Ч Е Н Ь     | 16          | Ліга Справедливості: Трон Атлантиди        | США     | Джефф Джонс       | Джим Лі            | DC Comics         | Рідна Мова    | Том        | Твердий    | 256        |
| С І Ч Е Н Ь     | 17          | Наука в коміксах: Фізика                   | США     | Ларрі Ґонік       | Арт Гафман         | HarperCollins     | Рідна Мова    | Том        | Твердий    | 212        |
| С І Ч Е Н Ь     | 20          | Старий Лоґан: Прикордонне місто            | США     | Джеф Лемір        | Андреа Сорентіно   | Marvel Comics     | Fireclaw      | Том        | М'який     | 96         |
| С І Ч Е Н Ь     | 20          | Тор: Глава перша                           | США     | Мет'ю Старґз      | Пепе Ларраз        | Marvel Comics     | Fireclaw      | ГР         | М'який     | 112        |
| С І Ч Е Н Ь     | 23          | Катанга: Діаманти                          | Франція | Фаб'єн Нюрі       | Сільвен Валлє      | Дарґо             | ДІПА          | Том        | Твердий    | 80         |
| С І Ч Е Н Ь     | 30          | Spider-Man #12                             | США     | Ден Слотт         | Джузеппе Камунколі | Marvel Comics     | Fireclaw      | Серія      | Синґл      | 24         |
| Л Ю Т И Й       | 14          | Геллбой. Колекційне видання. Том 1         | США     | Майк Міньйола     | Майк Міньйола      | Dark Horse Comics | Вовкулака     | Том        | Твердий    | 288        |
| Л Ю Т И Й       | 18          | Проповідник: Книга друга                   | США     | Ґарт Енніс        | Стів Діллон        | Vertigo           | Рідна Мова    | Том        | Твердий    | 376        |
| Л Ю Т И Й       | 20          | Доктор Стрендж: Прокляття                  | США     | Нік Спенсер       | Род Райс           | Marvel Comics     | Fireclaw      | ГР         | М'який     | 112        |
| Л Ю Т И Й       | 27          | Spider-Man #13                             | США     | Ден Слотт         | Джузеппе Камунколі | Marvel Comics     | Fireclaw      | Серія      | Синґл      | 24         |
| Б Е Р Е З Е Н Ь | 1           | Бетмен: Нульовий рік — Таємне місто        | США     | Скотт Снайдер     | Ґреґ Капулло       | DC Comics         | Рідна Мова    | Том        | Твердий    | 176        |
| Б Е Р Е З Е Н Ь | 8           | Розквашене яблуко                          | США     | Єжи Шилак         | Йоанна Карпович    | Timof Comics      | Видавництво   | ГР         | Твердий    | 56         |
| Б Е Р Е З Е Н Ь | 18          | Безсмертний Галк: Двоє в одному            | США     | Ал Юінг           | Руі Жозе           | Marvel Comics     | Fireclaw      | Том        | М'який     | 128        |
| Б Е Р Е З Е Н Ь | 19          | Джеронімо Стілтон: Перша миша на Місяці    | Італія  | Джеронімо Стілтон | TBA                | Papercutz         | Ірбіс Комікси | Том        | Твердий    | 48         |
| Б Е Р Е З Е Н Ь | 22          | Флеш: Війна з горилами                     | США     | Френсіс Манапул   | Браян Буччеллато   | DC Comics         | Рідна Мова    | Том        | Твердий    | 176        |
| Б Е Р Е З Е Н Ь | 23          | Чорний Молот. Таємниці походження. Книга 1 | США     | Джефф Лемір       | Дін Ормстон        | Dark Horse Comics | Вовкулака     | Том        | Твердий    | 184        |
| Б Е Р Е З Е Н Ь | 27          | Spider-Man #14                             | США     | Ден Слотт         | Джузеппе Камунколі | Marvel Comics     | Fireclaw      | Серія      | Синґл      | 24         |

#### Квітень— Червень
| Дата виходу   | Дата виходу | Назва                                         | Країна  | Творці             | Творці             | Видавництво               | Видавництво    | Інформація | Інформація | Інформація |
| Дата виходу   | Дата виходу | Назва                                         | Країна  | Сценарист(и)       | Художник(и)        | Оригінальне               | Українське     | Вид        | Формат     | Стр.       |
| ------------- | ----------- | --------------------------------------------- | ------- | ------------------ | ------------------ | ------------------------- | -------------- | ---------- | ---------- | ---------- |
| К В І Т Н Я   | 3           | Шазам!                                        | США     | Джефф Джонс        | Ґері Френк         | DC Comics                 | Рідна Мова     | Том        | Твердий    | 192        |
| К В І Т Н Я   | 8           | Життя Капітана Марвел                         | США     | Марґарет Штоль     | Карлос Пачеко      | Marvel Comics             | Fireclaw       | ГР         | М'який     | 128        |
| К В І Т Н Я   | 17          | Spider-Man #15                                | США     | Ден Слотт          | Джузеппе Камунколі | Marvel Comics             | Fireclaw       | Серія      | Синґл      | 24         |
| К В І Т Н Я   | 18          | Казки                                         | США     | Білл Віллінгем     | Лан Медіна         | Vertigo                   | Рідна Мова     | Том        | Твердий    | 152        |
| К В І Т Н Я   | 24          | Рукавиця нескінченності                       | США     | Джим Старлін       | Джордж Перез       | Marvel Comics             | Мальопус       | ГР         | Твердий    | 240        |
| К В І Т Н Я   | 24          | Дедпул проти Таноса                           | США     | Тім Сілі           | Елмо Бондок        | Marvel Comics             | Мальопус       | ГР         | Твердий    | 112        |
| К В І Т Н Я   | 30          | Двері Агари #1                                | Україна | Анастасія Бистрова | Анастасія Бистрова | Вовкулака                 | Вовкулака      | Серія      | Синґл      | 40         |
| К В І Т Н Я   | 30          | Пангея: Сезон Полювання                       | Україна | Еван Вольф         | Анастасія Афоніна  | Північні Вогні            | Північні Вогні | Серія      | Синґл      | 32         |
| Т Р А В Е Н Ь | 6           | Месники: Останній загін                       | США     | Джейсон Аарон      | Ед Мак-Ґіннесс     | Marvel Comics             | Fireclaw       | Том        | М'який     | 144        |
| Т Р А В Е Н Ь | 6           | Дедпул: Кінець терору                         | США     | Джеррі Даґан       | Майк Готорн        | Marvel Comics             | Fireclaw       | Том        | М'який     | 128        |
| Т Р А В Е Н Ь | 8           | Аквамен: Інші                                 | США     | Джефф Джонс        | Айван Рейс         | DC Comics                 | Рідна Мова     | Том        | Твердий    | 160        |
| Т Р А В Е Н Ь | 10          | Гарфілд. Том 2                                | США     | Марк Еванір        | Ґарі Баркер        | KaBOOM!                   | Мольфар Комікс | Том        | Твердий    | 112        |
| Т Р А В Е Н Ь | 11          | Абсолютний Росомаха проти Халка               | США     | Деймон Лінделоф    | Леїніл Френціс Ю   | Marvel Comics             | Північні Вогні | Том        | М'який     | 148        |
| Т Р А В Е Н Ь | 12          | Прибуття                                      | США     | Шон Тен            | Шон Тен            | Hodder & Stoughton        | Видавництво    | ГР         | Твердий    | 128        |
| Т Р А В Е Н Ь | 15          | Пригоди Драгонеро #8                          | Італія  | Лука Енок          | Стефано В’єтті     | Sergio Bonelli Editore    | Fireclaw       | Серія      | Синґл      | 32         |
| Т Р А В Е Н Ь | 24          | Кіллтопія. Том 1                              | США     | Дейв Кук           | Крейґ Пейтон       | BHP Comics                | ДІПА           | ГР         | Синґл      | 48         |
| Т Р А В Е Н Ь | 25          | Катанга: Дипломатія                           | Франція | Дейв Кук           | Крейґ Пейтон       | Dargaud                   | ДІПА           | Том        | М'який     | 72         |
| Т Р А В Е Н Ь | 29          | Spider-Man #16                                | США     | Ден Слотт          | Джузеппе Камунколі | Marvel Comics             | Fireclaw       | Серія      | Синґл      | 24         |
| Ч Е Р В Е Н Ь | 1           | Нові Месники: Все помирає                     | США     | Джонатан Гікмен    | Стів Ептінґ        | Marvel Comics             | Північні Вогні | Том        | М'який     | 140        |
| Ч Е Р В Е Н Ь | 1           | Бетмен: Білий лицар                           | США     | Шон Мерфі          | Шон Мерфі          | DC Comics, DC Black Label | Рідна Мова     | ГР         | Твердий    | 232        |
| Ч Е Р В Е Н Ь | 1           | Hellblazer: Той, хто йде крізь пекло. Книга 1 | США     | Пітер Мілліґан     | TBA                | Vertigo                   | Рідна Мова     | Том        | Твердий    | 392        |
| Ч Е Р В Е Н Ь | 20          | Старий Лоґан: Останній Ронін                  | США     | Джеф Лемір         | TBA                | Marvel Comics             | Fireclaw       | Том        | М'який     | 112        |
| Ч Е Р В Е Н Ь | 20          | Тоні Старк: Залізна Людина. Створив себе сам  | США     | Ден Слотт          | TBA                | Marvel Comics             | Fireclaw       | Том        | М'який     | 128        |
| Ч Е Р В Е Н Ь | 26          | Spider-Man #17                                | США     | Ден Слотт          | Джузеппе Камунколі | Marvel Comics             | Fireclaw       | Серія      | Синґл      | 24         |

#### Липень— Вересень
| Дата виходу                            | Дата виходу                            | Назва                         | Країна               | Творці           | Творці                  | Видавництво       | Видавництво    | Інформація | Інформація | Інформація |
| Дата виходу                            | Дата виходу                            | Назва                         | Країна               | Сценарист(и)     | Художник(и)             | Оригінальне       | Українське     | Вид        | Формат     | Стр.       |
| -------------------------------------- | -------------------------------------- | ----------------------------- | -------------------- | ---------------- | ----------------------- | ----------------- | -------------- | ---------- | ---------- | ---------- |
| Л И П Е Н Ь                            | 4                                      | Stranger Things. По той бік   | США                  | Джоді Гаузер     | Стефано Мартіно         | DC Comics         | Рідна Мова     | Том        | ІП         | 96         |
| Л И П Е Н Ь                            | 16                                     | Ґрут                          | США                  | Джефф Лавнесс    | TBA                     | Marvel Comics     | Fireclaw       | ГР         | М'який     | 128        |
| Л И П Е Н Ь                            | 16                                     | Місто гріхів: Важке Прощання  | США                  | Френк Міллер     | Френк Міллер            | Dark Horse Comics | Мальопус       | ГР         | Твердий    | 208        |
| Л И П Е Н Ь                            | 22                                     | Троє проти зла: Частина 2     | Україна              | Ярослав Світ     | Ярослав Світ            | СВІТИ             | СВІТИ          | ГР         | Твердий    | 192        |
| Л И П Е Н Ь                            | 23                                     | Проповідник: Книга третя      | США                  | Ґарт Енніс       | TBA                     | Vertigo           | Рідна Мова     | Том        | Твердий    | 360        |
| Л И П Е Н Ь                            | 24                                     | Пісочний чоловік: Країна снів | США                  | Ніл Ґейман       | TBA                     | Vertigo           | Рідна Мова     | Том        | Твердий    | 184        |
| Л И П Е Н Ь                            | 24                                     | Spider-Man #18                | США                  | Ден Слотт        | Джузеппе Камунколі      | Marvel Comics     | Fireclaw       | Серія      | Синґл      | 24         |
| С Е П Е Н Ь                            |                                        |                               |                      |                  |                         |                   |                |            |            |            |
| Роня, дочка розбійника: Книга 2        | США                                    | Астрід Ліндґрен               | TBA                  | TBA              | Рідна Мова              | Том               | Твердий        | 84         |            |            |
| Бетмен: Нульовий рік — Темне місто     | США                                    | TBA                           | TBA                  | DC Comics        | Рідна Мова              | Том               | Твердий        | 256        |            |            |
| Зук: Канікули маленької відьми         | США                                    | TBA                           | TBA                  | TBA              | Nasha Idea              | Том               | М'який         | 60         |            |            |
| Спаун: Книга 1                         | США                                    | TBA                           | TBA                  | Image Comics     | Molfar Comics           | Том               | Твердий        | 336        |            |            |
| Вічні                                  | США                                    | TBA                           | TBA                  | MArvel Comics    | Molfar Comics           | ГР                | Твердий        | 240        |            |            |
| Spider-Man #19                         | США                                    | Ден Слотт                     | Джузеппе Камунколі   | Marvel Comics    | Fireclaw                | Серія             | Синґл          | 24         |            |            |
| Товариство чайних драконів             | США                                    | Кейті О'Ніл                   | TBA                  | TBA              | Рідна Мова              | Том               | Твердий        | 72         |            |            |
| Дедпул вбиває Дедпула                  | США                                    | TBA                           | TBA                  | Marvel Comics    | Fireclaw                | ГР                | М'який         | 96         |            |            |
| Шлях А-16 #0                           | Україна                                | Богдан Солов’ян               | Нікіта Губський      | Вовкулака        | Вовкулака               | Серія             | Синґл          | 24         |            |            |
| Параблог: Таємниця карпатського єті #2 | Україна                                | Еван Вольф                    | Анастасія Афоніна    | Північні Вогні   | Північні Вогні          | Серія             | Синґл          | 32         |            |            |
| В Е Р Е С Е Н Ь                        |                                        | Бетмен: Нічна зміна           | США                  | TBA              | TBA                     | DC Comics         | Рідна Мова     | Том        | Твердий    | Н/Д        |
| В Е Р Е С Е Н Ь                        | Ліга Справедливості: Війна Трійці      | США                           | TBA                  | TBA              | DC Comics               | Рідна Мова        | Том            | Твердий    | Н/Д        |            |
| В Е Р Е С Е Н Ь                        | Моторошні пригоди Сабріни: Книга перша | США                           | Роберто Аґіре-Сакаса | Роберт Гак       | Archie Comics           | Other Comix       | Том            | Твердий    | 160        |            |
| В Е Р Е С Е Н Ь                        | Creepy Past                            | Італія                        | Бруно Енна           | Джованні Ріґано  | Sergio Bonelli Editore  | Fireclaw          | Н/Д            | Н/Д        | Н/Д        |            |
| В Е Р Е С Е Н Ь                        | Залізна голова #1                      | Україна                       | Максим Удинський     | Максим Удинський | Вовкулака               | Вовкулака         | Серія          | Синґл      | 40         |            |
| В Е Р Е С Е Н Ь                        | Пісочний чоловік: Пора туману          | США                           | TBA                  | TBA              | Vertigo                 | Рідна Мова        | Том            | Твердий    | Н/Д        |            |
| В Е Р Е С Е Н Ь                        | Бетмен: Ендшпіль                       | США                           | TBA                  | TBA              | DC Comics               | Рідна Мова        | Том            | Твердий    | Н/Д        |            |
| В Е Р Е С Е Н Ь                        | Відьмак: Лисячі діти                   | США                           | TBA                  | TBA              | Dark Horse Comics       | Вовкулака         | Том            | М'який     | Н/Д        |            |
| В Е Р Е С Е Н Ь                        | Ліга видатних джентльменів             | США                           | TBA                  | TBA              | WildStorm               | Вовкулака         | Том            | Твердий    | Н/Д        |            |
| В Е Р Е С Е Н Ь                        | Орда                                   | Франція                       | TBA                  | TBA              | Les Humanoïdes Associés | Вовкулака         | ГР             | Твердий    | Н/Д        |            |
| В Е Р Е С Е Н Ь                        | Дракула                                | США                           | TBA                  | TBA              | IDW Publishing          | Fireclaw          | ГР             | Твердий    | Н/Д        |            |
| В Е Р Е С Е Н Ь                        | 21                                     | Людина-павук: Інакший         | США                  | Пітер Девід      | Майк Деодато молодший   | Marvel Comics     | Північні Вогні | ГР         | М'який     | 288        |
| В Е Р Е С Е Н Ь                        | 15                                     | Маус                          | США                  | Арт Спігельман   | Арт Спігельман          | Pantheon Books    | Видавництво    | ГР         | Твердий    | 296        |

#### Жовтень— Грудень
| Дата виходу     | Дата виходу             | Назва                       | Країна          | Творці       | Творці      | Видавництво       | Видавництво | Інформація | Інформація | Інформація |
| Дата виходу     | Дата виходу             | Назва                       | Країна          | Сценарист(и) | Художник(и) | Оригінальне       | Українське  | Вид        | Формат     | Стр.       |
| --------------- | ----------------------- | --------------------------- | --------------- | ------------ | ----------- | ----------------- | ----------- | ---------- | ---------- | ---------- |
| Ж О В Т Е Н Ь   |                         | Диво-Жінка                  | США             | TBA          | TBA         | DC Comics         | Рідна Мова  | Том        | Твердий    | Н/Д        |
| Ж О В Т Е Н Ь   | Проклятий Бетмен        | США                         | Браян Аззарелло | Лі Бермехо   | DC Comics   | Рідна Мова        | ГР          | Твердий    | Н/Д        |            |
| Ж О В Т Е Н Ь   | 31                      | Геллбой: Крампуснахт        | США             | TBA          | TBA         | Dark Horse Comics | Вовкулака   | Серія      | Синґл      | ~33        |
| Л И С Т О П А Д |                         | Флеш: Зворотній хід         | США             | TBA          | TBA         | DC Comics         | Рідна Мова  | Том        | Твердий    | Н/Д        |
| Л И С Т О П А Д | Казки: Книга 2          | США                         | TBA             | TBA          | Vertigo     | Рідна Мова        | Том         | Твердий    | Н/Д        |            |
| Г Р У Д Е Н Ь   |                         | Проповідник: Книга четверта | США             | TBA          | TBA         | Vertigo           | Рідна Мова  | Том        | Твердий    | Н/Д        |
| Г Р У Д Е Н Ь   | Всесвіт DC: Відродження | США                         | TBA             | TBA          | DC Comics   | Рідна Мова        | Том         | Твердий    | Н/Д        |            |